# 올림픽 성화
올림픽 성화(聖火)는 올림픽의 상징으로, 고대 올림픽과 근대 올림픽의 연속성을 상징한다. 올림픽 성화는 올림픽 개최 몇 달 전에 그리스 올림피아에서 채화된다. 성화 채화식을 시작으로 올림픽 성화 봉송이 시작되며, 성화 봉송은 올림픽 개막식에서 올림픽 성화대에 점화될 때까지 이어진다. 이후 성화는 올림픽 폐막식에서 꺼질 때까지 대회 기간 동안 성화대에서 계속 타오른다.

## 기원

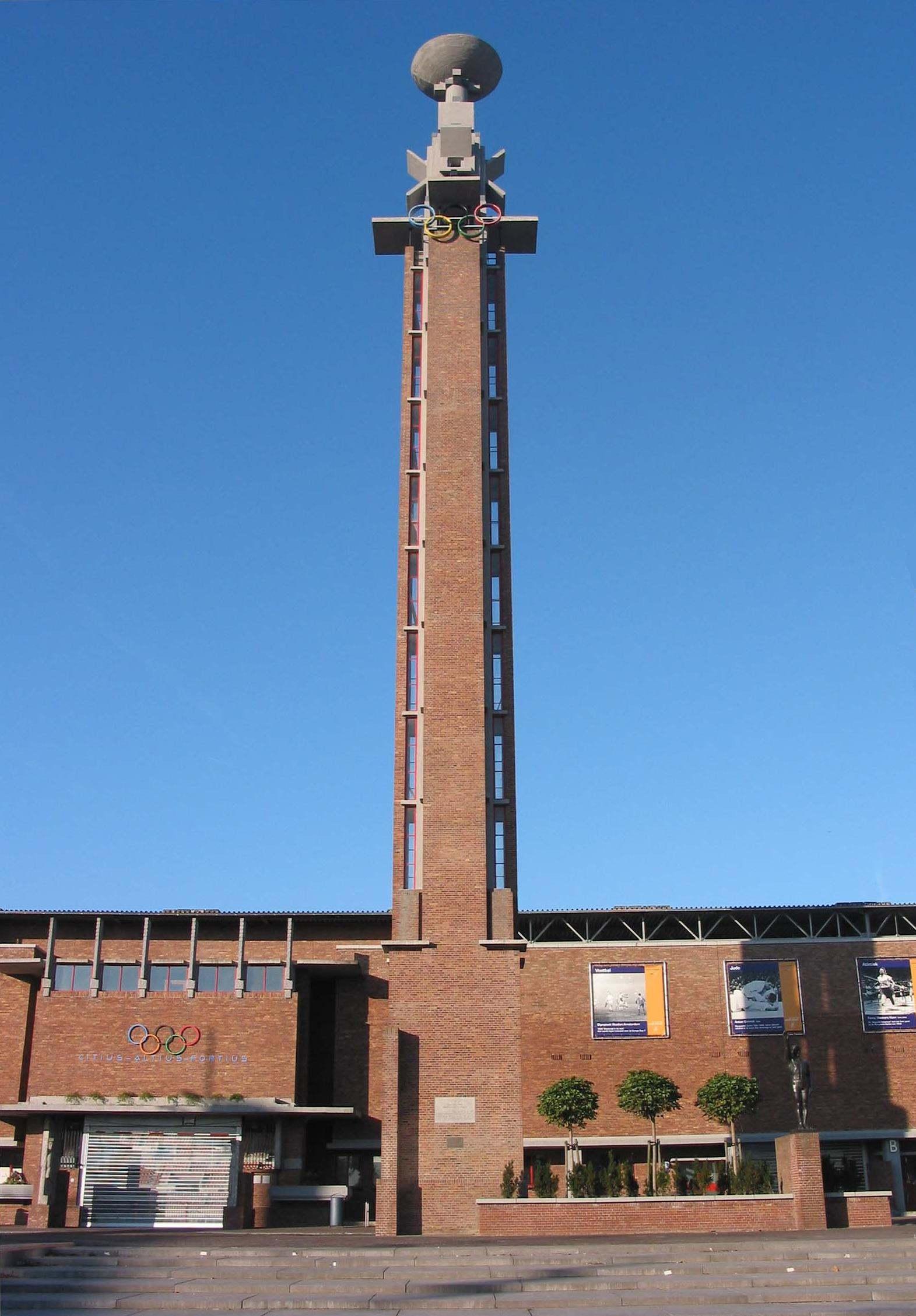
암스테르담 올림픽 스타디움의 마라톤 타워. 1928년 대회 기간 동안 성화가 점화되었다.

하계 올림픽에서 상징적인 성화가 처음 등장한 것은 1928년 암스테르담 하계 올림픽이었다. "마라톤 타워"라는 가느다란 탑 위에 커다란 그릇에 담긴 이 성화의 주된 목적은 암스테르담에서 올림픽이 개최되는 곳을 수 마일 밖까지 알리는 것이었다. 이 타워는 마라톤 경기와 관련이 있으며, 불을 포함한 모든 요소는 경기장을 설계한 건축가 얀 빌스의 아이디어였다.
올림픽 성화의 아이디어는 헤스티아 신전의 제단에서 고대 올림픽을 축하하는 동안 신성한 불이 계속 타오르던 고대 그리스 의식에서 유래했다. 고대 그리스 신화에서 불은 신성한 의미를 지니고 있으며 프로메테우스가 신들로부터 훔친 것으로 여겨졌다. 올림피아  신전을 비롯한 고대 그리스의 많은 신성한 신전에는 신성한 불이 존재했다. 4년마다 올림픽에서 제우스가 영광을 받을 때면 제우스 신전과 그의 아내 헤라 신전에 추가로 불을 피웠다. 근대 올림픽 성화는 2년마다 헤라 신전 유적 앞에서 채화된다.
1928년 하계 올림픽에서 상징적인 불의 개념이 도입되었을 때 암스테르담 전력회사 직원이 암스테르담 올림픽 스타디움의 마라톤 타워에서 최초의 상징적인 성화를 점화했다. 올림픽 성화와 올림픽 성화 봉송은 베를린에서 열린 1936년 하계 올림픽에서 처음 도입되었다.

## 주요 의식

### 성화 채화

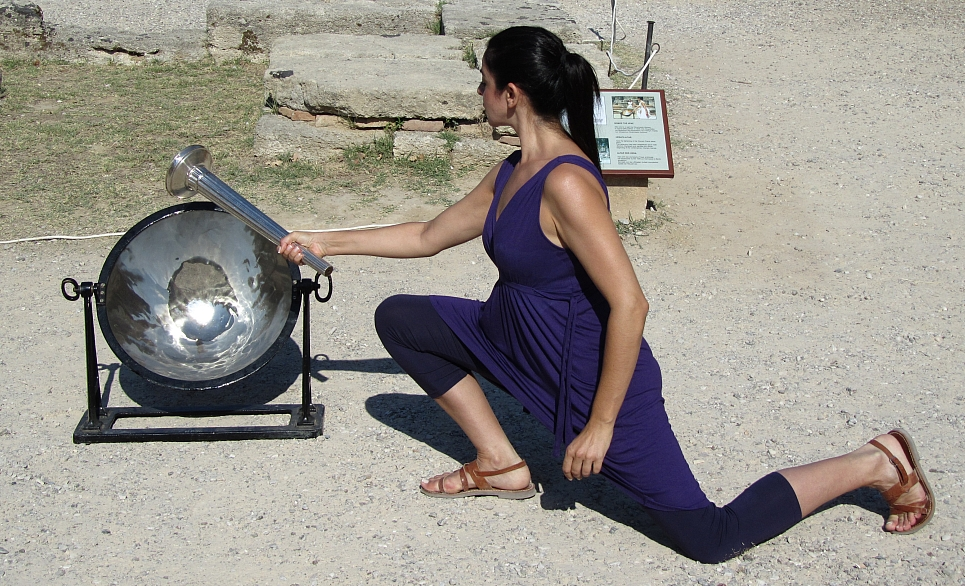
성화 채화식 연습 (2010년)

올림픽 성화는 올림픽 개막식 몇 주 또는 몇 달 전에 그리스 올림피아에 있는 고대 올림픽 장소에서 채화된다.
헤스티아 신녀를 대표하는 여성(보통 11명)이 헤라 신전에서 축하 의식을 치르는데, 포물선 거울로 모아진 태양 광선을 이용해 불을 붙인다. 이 불은 올림픽 성화 봉송의 첫 번째 성화를 밝히는 데 사용된다. 행사 당일 날씨가 흐려 포물선 거울을 사용할 수 없는 경우에는 사전 드레스 리허설에서 채화된 예비 성화를 사용한다. 여배우가 신전의 대제사장 역할을 맡아 성화와 올리브 가지를 첫 봉송 주자(보통 해당 대회에 출전 자격이 있는 그리스 선수)에게 전달한다. 이어서 핀다로스의 시를 낭송하고 평화를 상징하는 비둘기 떼를 풀어준다.
채화식을 시작할 때 올림픽 찬가가 먼저 불려지고, 올림픽 개최국의 국가와 그리스 국가가 국기 게양과 함께 연주된다.

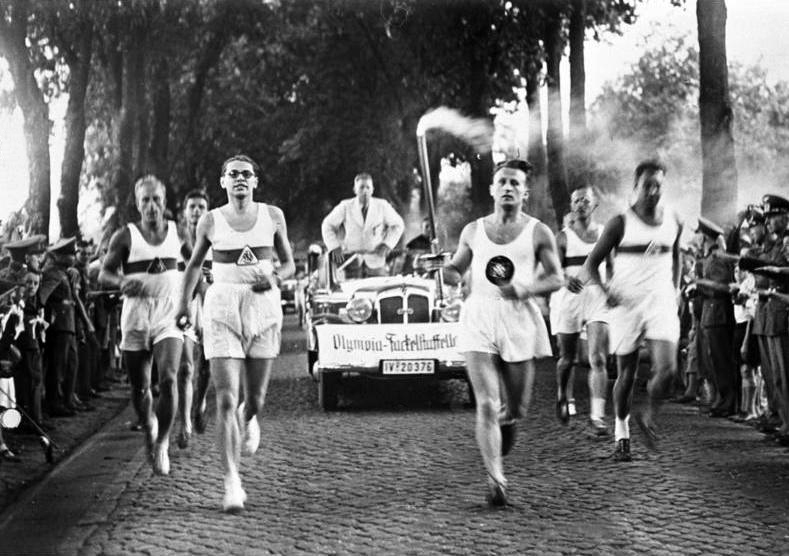
1936년 하계 올림픽 성화 봉송

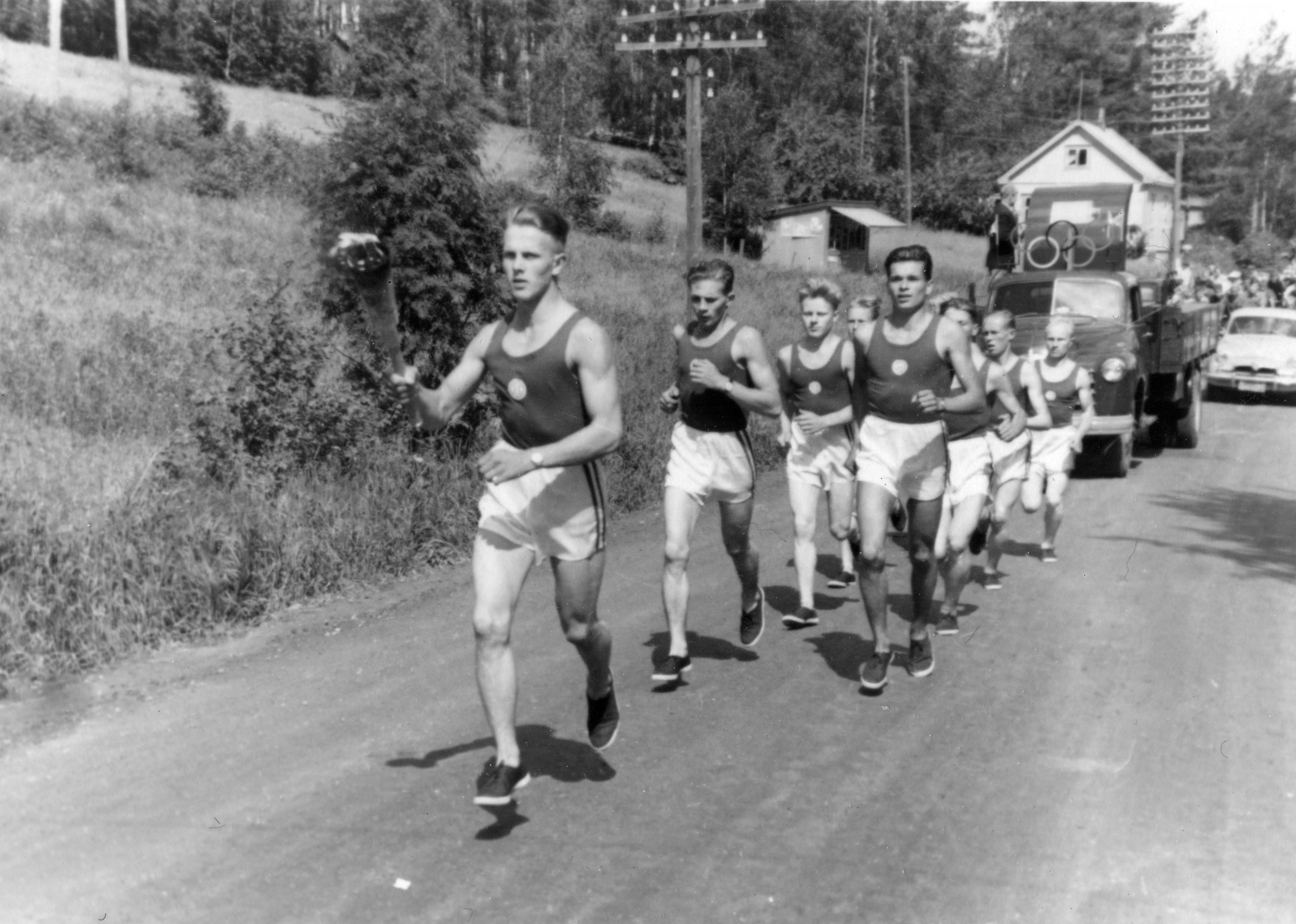
1952년 하계 올림픽 성화 봉송

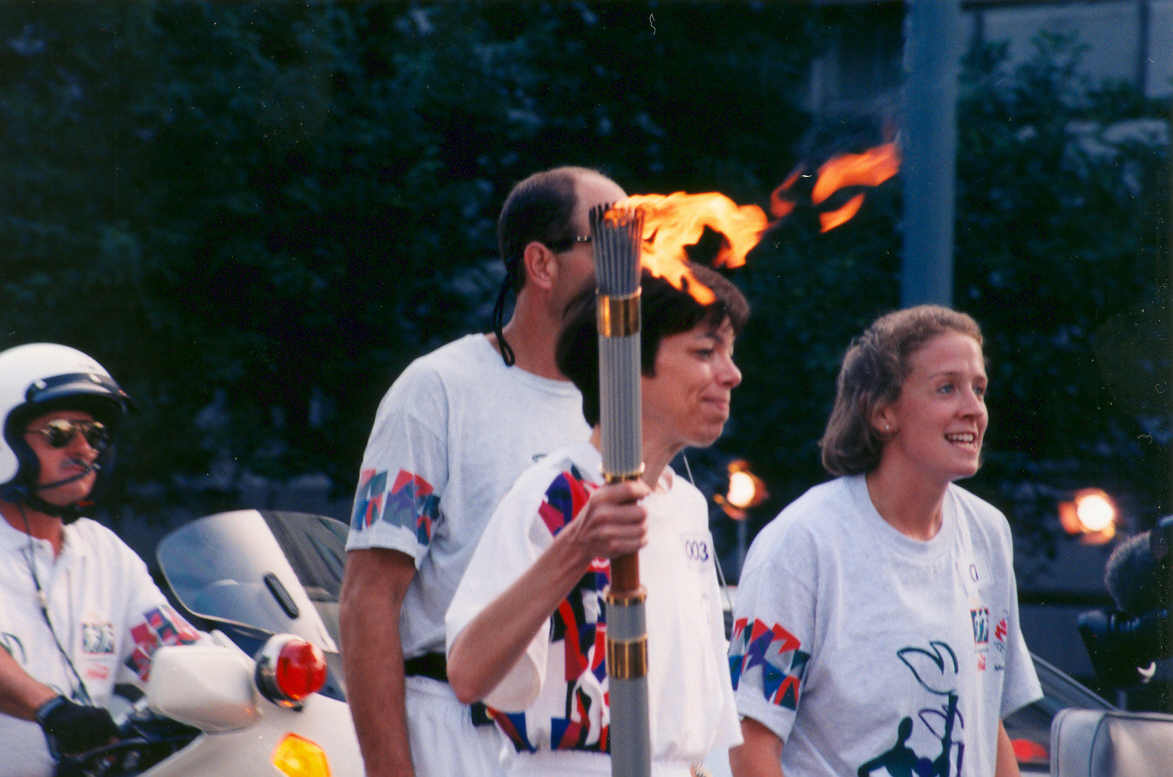
1996년 하계 올림픽 성화 봉송

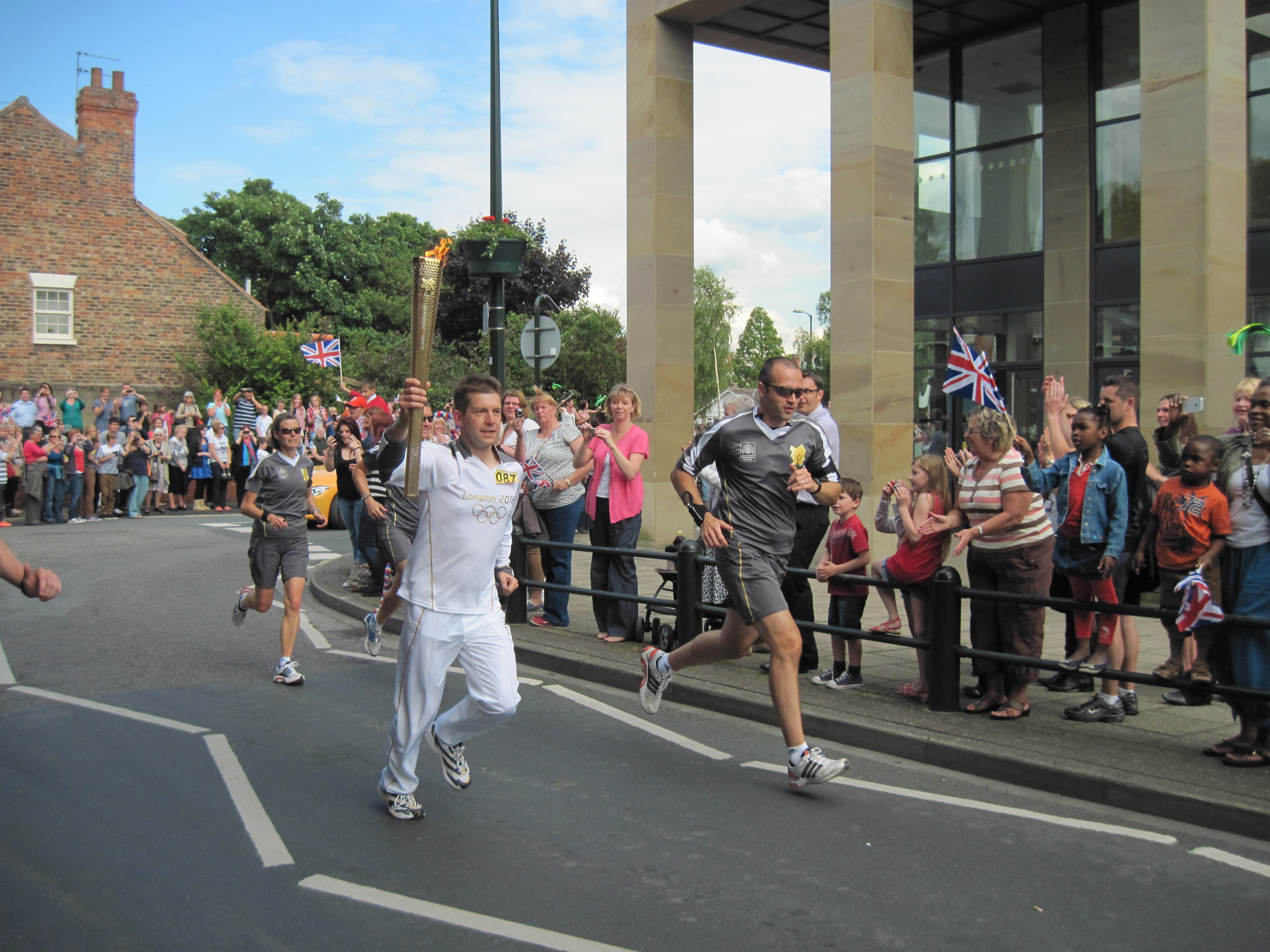
2014년 하계 올림픽 성화 봉송

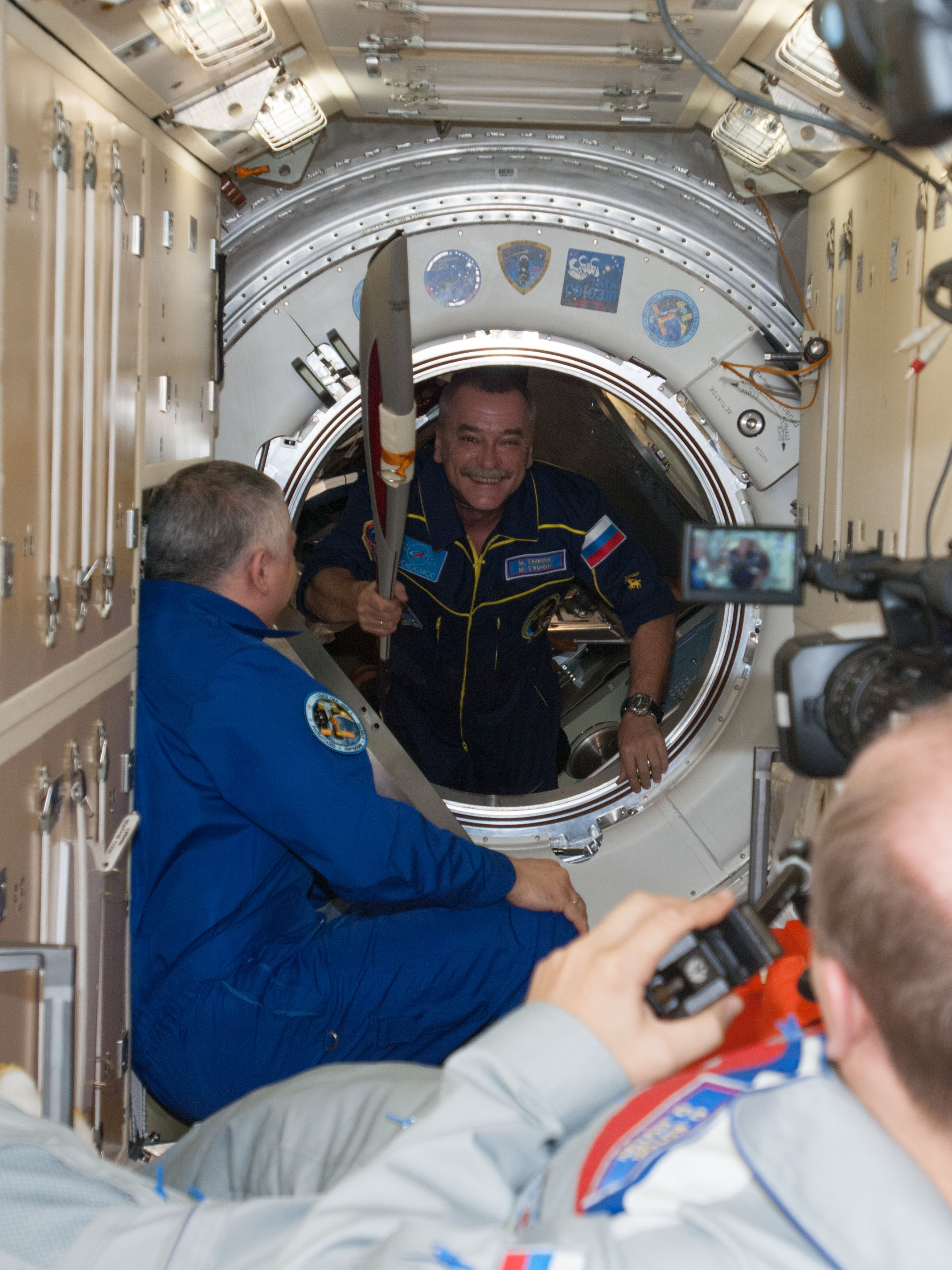
2014년 하계 올림픽 성화 봉송에서 소유스 TMA-11M로 우주로 나간 성화

올림피아에서 성화 채화식이 끝나면 올림픽 성화는 그리스를 먼저 여행한다. 성화는 먼저 국제 올림픽 아카데미 부지에 있는 쿠베르탱 숲으로 이동해 피에르 드 쿠베르탱의 심장이 안치된 제단을 밝히는 데 사용된다. 이후 아테네의 파나티나이코 경기장에서 그리스 올림픽 위원회에서 개최국  국가 올림픽 위원회(NOC)와 대회 조직위원회(OCOG)로 성화가 전달된다.
그리스 올림피아에서 올림픽 성화를 여러 올림픽 개최지로 옮기는 올림픽 성화 봉송은 고대에는 전례가 없었으며, 독일 베를린에서 열린 1936년 하계 올림픽에서 카를 딤에 의해 도입되었다. 첫 올림픽 성화 봉송에서 성화는 올림피아에서 베를린까지 3,187킬로미터를 3,331명의 주자에 의해 11박 12일 동안 봉송되었다. 도중에 유고슬라비아와 체코슬로바키아에서 소규모 시위가 있었지만 현지 보안군에 의해 진압되었다.
1956년 멜버른 올림픽에서 현지 수의대생 배리 라킨은 의자 다리에 붙어 있는 매실 푸딩 캔에 불을 붙인 속옷으로 만든 가짜 성화를 들고 구경꾼을 속여 봉송에 반대하는 시위를 벌였다. 그는 시드니 시장에게 가짜 성화를 건네고 아무도 눈치채지 못하게 도망치는데 성공했다.
올림픽 성화는 인간의 업적이나 개최국의 역사를 상징하는 경로를 따라 이동한다. 올림픽 성화는 대부분의 경우 성화 주자가 운반하지만, 다양한 방식으로 운송되기도 한다. 1948년과 2012년에는 배를 타고 영국 해협을 건넜고, 캔버라에서 노를 젓는 사람들이 성화를 옮겼고, 2008년에는 홍콩에서 드래곤 보트를 타고 성화를 옮겼다.
1952년 헬싱키까지 처음으로 비행기로 성화가 운송되었다. 1956년에는 멜버른 대신 승마 경기가 열린 스톡홀름까지 성화 봉송에 참여한 모든 봉송 주자가 말을 타고 이동했다.
1976년에는 성화가 무선 신호로 변환되어 유럽에서 신대륙으로 전송되는 놀라운 운송 수단이 사용되었다. 아테네의 열 감지 센서가 성화를 감지하고 위성을 통해 오타와로 신호를 전송하여 레이저 빔을 발사하여 성화를 다시 채화하는 데 사용되었다. 불이 붙지 않은 성화봉은 1996년, 2000년, 2014년에 우주비행사에 의해 우주로 옮겨졌다. 다른 독특한 운송 수단으로는 아메리카 원주민 카누, 낙타, 콩코드 등이 있다. 성화는 물 위를 가로 질러 운반되기도 했다. 1968년 동계 올림픽 프랑스 구간 동안 잠수부가 물 위로 높이 들고 마르세유 항구를 가로 질러 운반했다. 2000년에는 시드니 올림픽으로 가는 도중에 그레이트 배리어 리프를 가로 지르는 다이버가 수중 성화를 사용했다. 2012년에는 영국 브리스톨 항을 보트로 건너고, 윔블던 행 런던 지하철 열차 앞으로 운반되었다.
2004년 최초의 글로벌 성화 봉송이 78일 동안 진행되었다. 올림픽 성화는 약 11,300명의 성화 봉송 주자들의 손에 의해 78,000km가 넘는 거리를 달렸고, 처음으로 아프리카와 남아메리카로 이동하여 과거와 미래의 모든 하계 올림픽 개최 도시를 방문했으며, 마침내 2004년 하계 올림픽을 위해 그리스로 돌아왔다.
2008년 하계 올림픽 성화 봉송은 5대륙을 모두 거쳐 중국을 통과했다. 그러나 런던에서는 중국의 인권 기록에 반대하는 시위가 벌어져 성화를 보호하기 위해 성화 주위에 "강철 고리"가 형성되었지만, 텔레비전 진행자 코니 헉이 성화를 봉송하는 동안 한 시위자가 성화를 붙잡는 데 성공했다. 파리에서는 성화가 파리 시내를 행진하는 동안 시위대에 둘러쌓여 버스로 옮겨질 수 있도록 중국 관리들에 의해 최소 두 번(프랑스 경찰에 따르면 다섯 번) 성화가 꺼졌다. 이로 인해 결국 파리에서의 봉송 마지막 구간이 취소되었다. 샌프란시스코에서도 시위가 벌어졌고 성화 이동 경로가 절반으로 단축되었다.
그 결과 2009년 국제 올림픽 위원회는 2010년 동계 올림픽부터는 첫 번째 그리스 구간이 끝난 후 향후 올림픽 개최국 내에서만 성화 봉송을 할 수 있다고 발표했다. 이 규칙은 2010 년 동계 올림픽부터 적용되었지만 2012년 런던 하계 올림픽, 2014년 소치 동계 올림픽, 2016년 리우데자네이루 하계 올림픽 주최측은 각각 영국, 러시아 및 브라질의 개최국 내에서만 (각각 미국, 아일랜드 및 스위스에서 잠시 머문 경우를 제외하고) 성화 봉송을 하기로 결정했다. 리우데자네이루에서 열린 [[2016년 하계 올림픽 개막 열흘 전, 리우데자네이루 인근 도시인 앙그라두스헤이스 시민들이 브라질 경제 위기에도 불구하고 올림픽 개최에 돈을 쓰는 것에 항의하며 올림픽 성화를 꺼뜨리는 시위를 벌였다.
개최국의 올림픽 성화 봉송은 올림픽 주경기장에서 열리는 개막식에서 올림픽 성화대에 불을 붙이는 것으로 끝난다. 마지막 봉송 주자는 마지막 순간까지 비밀로 유지되는  경우가 많다. 올림픽 성화 봉송의 마지막 주자는 개최국의 유명 선수, 전직 선수 또는 중요한 업적과 이정표를 세운 선수가 맡는 것이 전통이 되어 왔다.

### 성화 재점화
올림픽 성화가 봉송 과정에서 우연히 또는 의도적으로 꺼지는 일은 드물지 않다. 대회 기간 중 성화대 자체가 꺼진 적도 한 번 이상 있었다. 이러한 사태에 대비하기 위해, 성화의 여러 복사본이 봉송과 함께 운반되거나 예비 장소에 보관된다. 성화가 꺼지면 예비 성화를 이용해서 다시 불을 붙인다. 따라서 성화와 올림픽 성화대에 담긴 불은 모두 동일한 올림피아 성화 채화 의식으로 거슬러 올라가는 공통의 계보를 가진다.
- 캐나다 퀘벡주 몬트리올에서 열린 1976년 하계 올림픽에서 기억에 남는 진화 장면이 있었다. 올림픽 개막 며칠 후 폭풍우로 올림픽 성화가 물에 잠기자 한 관계자가 담배 라이터를 이용해 성화에 다시 불을 붙였다. 조직위원회는 재빨리 다시 물을 뿌리고 원래 성화의 예비 성화를 사용해 다시 불을 붙였다.[18]
- 2004년 하계 올림픽에서 올림픽 성화가 전 세계 성화 봉송을 시작하기 위해 파나티나이코 경기장에 왔을 때 밤에는 바람이 많이 불어 2004년 아테네 조직위원회의 야나 앙겔로풀루-다스칼라키가 점화한 성화가 바람으로 인해 꺼졌지만 올림피아에서 채화된 원래 성화에서 가져온 예비 성화로 다시 불을 붙였다.
- 2014년 10월 러시아에서는 크렘린에서 꺼진 올림픽 성화가 예비 성화 대신 보안 요원의 라이터로 다시 점화되었다.[33]

2004년 이후 사용되는 성화봉의 현재 디자인에는 안전 장치가 내장되어 있다. 성화봉 안에는 두 개의 불꽃이 있다. 더 차갑게 타며 바람과 비에 꺼지기 쉬운 눈에 잘 띄는 노란 불꽃 부분이 있지만, 바람과 비로부터 보호되는 성화봉 내부에 숨겨진 점화용 불씨와 비슷한 더 작고 뜨거운 파란 불꽃이 있다. 성화봉 내부에 포함된 연료는 약 15분 동안 불을 유지할 수 있다.

### 성화 봉송
성화는 그리스에서 개최국으로 운반되고 성화는 개최국 주변에서 주경기장으로 운반된다.

### 올림픽 성화대 점화

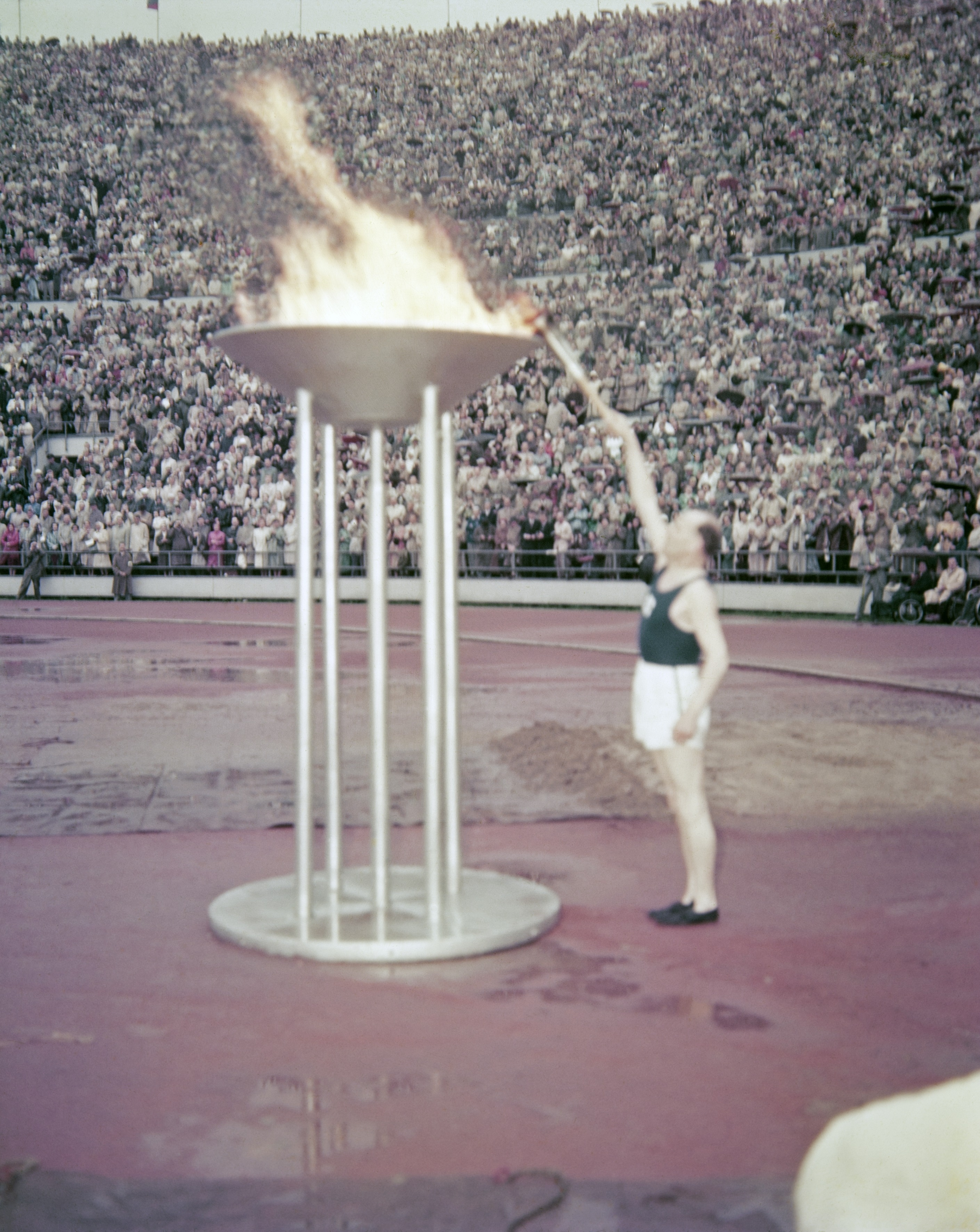
1952년 헬싱키에서 올림픽 성화를 점화하는 파보 누르미

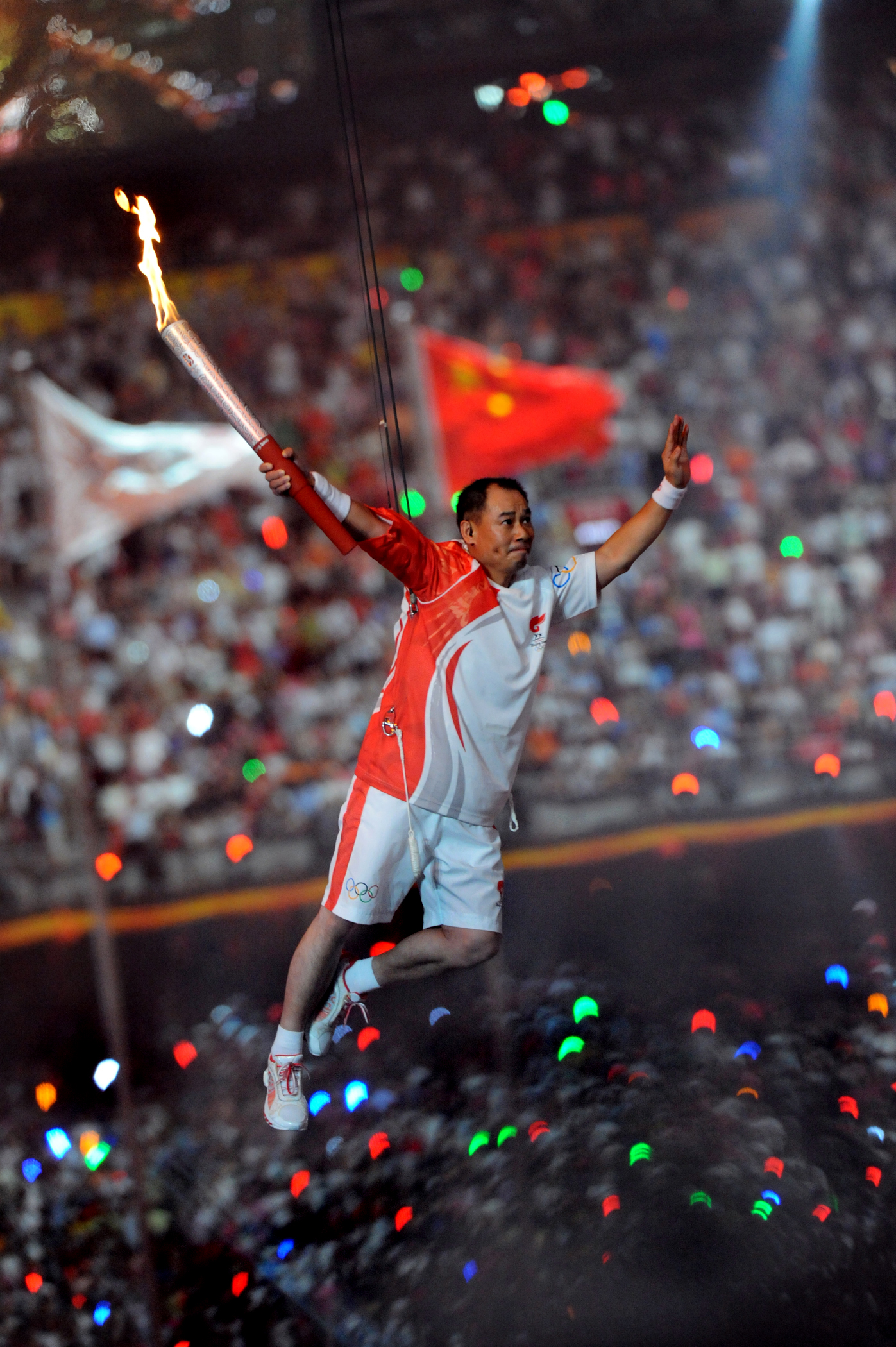
중국의 체조 선수 리닝은 2008년 하계 올림픽 개막식에서 와이어를 이용하여 경기장을 "날아서" 올림픽 성화대에 불을 붙였다.

개회식에서 성화의 최종 봉송 주자는 웅장한 계단 꼭대기에 놓인 성화대를 향해 달려가 경기장에서 성화의 불꽃을 점화한다. 올림픽 성화가 최종 주자에서 주경기장의 성화대로 옮겨지는 것은 대회의 상징적인 시작을 의미한다.
올림픽 성화 봉송의 마지막 주자가 되는 것과 마찬가지로, 올림픽 성화대에 불을 붙이는 것은 큰 영광으로 여겨지며, 같은 방식으로 행사를 진행할 유명 선수를 선정하는 것도 전통이 되었다. 어떤 경우에는 경기장에서 성화대에 불을 붙이는 사람들이 유명하지는 않지만 올림픽의 이상을 상징하는 사람을 뽑기도 한다. 일본의 육상 선수 사카이 요시노리는 히로시마 원폭 투하 당일에 태어났다. 그는 전후 일본의 재건과 평화를 상징하는 역할로 1964년 도쿄 올림픽의 개막을 알리는 선수로 선정되었다. 1976년 몬트리올 올림픽에서는 캐나다의 단결을 상징하는 프랑스어권 출신과 영어권 출신 청소년 두 명이 성화 점화에 참여했다.
2012년 런던 올림픽에서는 스티브 레드그레이브 경이 성화를 영국 올림픽 챔피언이 추천한 7명의 젊은 영국 선수(캘럼 에어리, 조던 더킷, 데저리 헨리, 케이티 커크, 카메론 맥리치, 에이단 레이놀즈, 아델 트레이시)에게 전달했고, 이들은 각각 작은 불꽃 하나를 지상에 점화하여 204개의 구리 꽃잎에 불을 붙인 뒤 하나로 모여 올림픽의 성화대를 형성했다.
경기장에서 성화대에 불을 붙인 최초의 유명 선수는 1952년 헬싱키의 홈 관중을 열광시킨 올림픽 9회 우승자 파보 누르미였다. 1968년 멕시코시티 올림픽에서는 엔리케타 바실리오가 여성 최초로 올림픽 성화대에 불을 붙였다.
1992년 하계 올림픽 개막식에서는 패럴림픽 양궁 선수 안토니오 레보요가 성화대 위에 불타는 화살을 쏘아 성화대에서 솟아오른 가스에 불을 붙였다. 2년 후, 릴레함메르 동계 올림픽에서는 스키점프 선수가 올림픽 성화를 경기장으로 가져와 성화대에 점화했다. 2008년 베이징 올림픽에서는 체조 선수 리닝이 베이징 국가체육장 지붕 안쪽 가장자리에서 공중으로 "달리기"를 하며 성화대에 불을 붙였다.

## 같이 보기
- 올림픽
- 올림픽 성화 봉송
- 올림픽 최종 성화 주자 목록
- 올림픽 성화대